# メディナ・デル・カンポ駅
メディナ・デル・カンポ駅（スペイン語: Estación de Medina del Campo）はスペインのカスティーリャ・イ・レオン州バリャドリッド県メディナ・デル・カンポにある鉄道駅である。海抜724.73mに位置する。

## 歴史
1960年9月15日に100号線メディナ・デル・カンポ-バリャドリッド間が開通すると同時に開業。

## 駅構造
4面7線の地上駅。駅構内はバリアフリー化されており、トイレやカフェテリア、レストランを併設している。また、外に駐車場やタクシー乗り場を併設している。